# Bastard!!
Pour les articles homonymes, voir Bastard.
Bastard!! (バスタード!! -暗黒の破壊神-, Basutādo!! -ankoku no hakai shin-) est un manga de Kazushi Hagiwara. Il a été prépublié dans un premier temps dans le magazine Weekly Shōnen Jump entre 1988 et 2000, et est prépublié dans le magazine Ultra Jump depuis 2001, et vingt-sept tomes ont été publiés en mars 2012 par l'éditeur Shūeisha. Le manga est publié en français chez Glénat, qui a réédité la série depuis 2005 avec les jaquettes originales et les préfaces de l'auteur.
Une adaptation en anime composée de six épisodes OAV a été réalisée en 1992 par le studio AIC. Une nouvelle série d'anime réalisée par Liden Films a été annoncée pour juin 2022. La série est disponible depuis le 30 juin 2022 sur Netflix.
En 2008, le manga s'est écoulé à plus de 30 millions d'exemplaires.

## Synopsis
400 ans après la chute de la civilisation moderne en juillet 2008, dans un monde redevenu médiéval, où la guerre fait rage... Pour sauver le royaume de Meta-Licana, Tya Note Yoko, 14 ans, fille du grand mage du pays, ressuscite le légendaire magicien Dark Schneider [D.S.], qui, 15 ans plus tôt, a tenté de conquérir le monde à la tête de troupes démoniaques.
D.S., magicien démoniaque s'il en est, au moment d'être vaincu, a prononcé une formule lui permettant de revenir à la vie, mais a vu son âme enfermée par le grand mage dans le corps de Lucié Lenlen, 14 ans également, orphelin élevé aux côtés de Yoko, et d'une gentillesse à toute épreuve.
Bizarrement, D.S., ressuscité, obéit, bon gré mal gré, à Yoko, et aide le royaume de Meta-Licana, attaqué par les troupes de Kal Su, qui, 15 ans plus tôt, était un des lieutenants de D.S. lui-même. Le but de Kal Su est de ressusciter Anthrax, le légendaire Dieu de la destruction, qui, 400 ans plus tôt, détruisit l'opulente civilisation...
L'histoire est basée presque uniquement sur la magie. La plupart des sorts utilisés par les personnages portent les noms de groupes de metal (Venom, Megadeth, Helloween, Arch Enemy, etc.). On peut également noter que la technologie est vue comme une forme de magie : la magie des anciens.

## Personnages
Dark Schneider (ダーク・シュナイダー, Dāku Shunaidā) / Lucié Lenlen (ルーシェ・レンレン, Rūshe Renren)
Voix japonaises : Kazuki Yao (Dark Schneider, OVA), Yuriko Fuchizaki (Lucié, OVA), Kishō Taniyama (Dark Schneider, ONA), Kanae Itō (Lucié, ONA), voix française : Jean-Pierre Michaël (Dark Schneider), Cécile Gatto (Lucié).
Tia Noto Yoko (ティア・ノート・ヨーコ, Tia Nōto Yōko)
Voix japonaises : Yuka Koyama (OVA), Tomori Kusunoki (ONA), voix française : Clara Soares.
Maître Ninja Gara (ガラ, Gara)
Voix japonaises : Tessho Genda (OVA), Hiroki Yasumoto (ONA), voix française : Mario Bastelica.
Impératrice du Tonnerre Arshes Nei (アーシェス・ネイ, Āshesu Nei)
Voix japonaises : Rei Sakuma (OVA), Yōko Hikasa (ONA), voix française : Vanessa Van-Geneugden.
Kall-Su (カル＝ス, Karu Su)
Voix japonaises : Toshihiko Seki (OVA), Kenshō Ono (ONA), voix française : Guillaume Pevée.
Dark Priest Abigail (アビゲイル, Abigeiru)
Voix japonaises : Ryuzaburo Otomo (OVA), Tomokazu Sugita (ONA), voix française : Philippe Roullier.
Lars Ul (ラーズ・ウル, Rāzu Uru)
Voix japonaises : Masami Kikuchi (OVA), Yoshitsugu Matsuoka (ONA).voix française : Arnaud Laurent.
Princesse Sheila (シーラ 姫, Shīra Hime)
Voix japonaises : Konami Yoshida (OVA), Nao Tōyama (ONA), voix française : Anaïs Delva.
Adaptation
Version française
- Société de doublage : Audi'Art
- Direction artistique : Jonathan Dos Santos

## Manga

### Publication
C'est en 1987 que paraît le chapitre pilote de Bastard!! dans le numéro 47 de l'année du magazine Weekly Shōnen Jump. Intitulé "Wizard !!", celui-ci met en place les premiers éléments de la série, et Kazushi Hagiwara en profite pour glisser des annonces de recrutement tout au long de l'histoire en vue de continuer cette série. Il faudra toutefois attendre 1988 pour que débute enfin le manga, avec l'entourement progressif de l'auteur par de nombreux dessinateurs débutants, qui vont fonder ensemble le studio Loud in School.
Petit à petit, Bastard!! connaît un essor croissant au Japon, et la série est déclinée sous de nombreuses formes : CD, OAV, jeux vidéo, romans... et des couvertures du magazine lui sont parfois entièrement dédiées ! En 1995, Bastard!! entre sur la scène internationale, en débarquant en Espagne chez Grupo Planeta, puis en France l'année suivante chez Glénat ; à ce jour, on recense huit traductions différentes du manga.
En 1999, la publication se ralentit, avec seulement quelques chapitres par an, et Bastard!! passe dans le magazine Ultra Jump en 2001. L'auteur et son équipe entreprennent en effet de redessiner la série depuis le début, et de tout retoucher par ordinateur, pour la ressortir dans une toute nouvelle édition très prestigieuse. Cependant, ils continuent également en parallèle la suite de la série, et le 24e tome est sorti au Japon au cours de l'été 2006.

### Découpage des volumes
Voici l’organisation chronologique par arcs :
- Première époque : L'Armée des Ténèbres (volumes 1 à 7)
- Deuxième époque : Le Requiem des Enfers (volumes 8 à 12)
- Troisième époque : Crimes et Châtiments (volumes 13 à 18, puis 27)
- Quatrième époque : Les Lois Immorales (volumes 19 à 26)

### Liste des volumes
| no                                                                 | Japonais          | Japonais          | Français          | Français          |
| no                                                                 | Date de sortie    | ISBN              | Date de sortie    | ISBN              |
| ------------------------------------------------------------------ | ----------------- | ----------------- | ----------------- | ----------------- |
| 1                                                                  | 10 août 1988      | 4-08-871063-0     | 24 août 1996      | 978-2-7234-2186-7 |
| Titre du volume : Entrée en scène                                  |                   |                   |                   |                   |
| 2                                                                  | 10 novembre 1988  | 4-08-871064-9     | 19 octobre 1996   | 978-2-7234-2221-5 |
| Titre du volume : L'intrusion                                      |                   |                   |                   |                   |
| 3                                                                  | 10 janvier 1989   | 4-08-871065-7     | 20 janvier 1997   | 978-2-7234-2244-4 |
| Titre du volume : L'adolescent                                     |                   |                   |                   |                   |
| 4                                                                  | 10 mars 1989      | 4-08-871066-5     | 22 mars 1997      | 978-2-7234-2269-7 |
| Titre du volume : Résolution                                       |                   |                   |                   |                   |
| 5                                                                  | 10 mai 1989       | 4-08-871067-3     | 17 mai 1997       | 978-2-7234-2270-3 |
| Titre du volume : Panique                                          |                   |                   |                   |                   |
| 6                                                                  | 8 septembre 1989  | 4-08-871068-1     | 18 juillet 1997   | 978-2-7234-2271-0 |
| Titre du volume : Le maléfice interdit                             |                   |                   |                   |                   |
| 7                                                                  | 10 novembre 1989  | 4-08-871069-X     | 22 septembre 1997 | 978-2-7234-2272-7 |
| Titre du volume : Le seigneur de la foudre                         |                   |                   |                   |                   |
| 8                                                                  | 8 juin 1990       | 4-08-871070-3     | 29 novembre 1997  | 978-2-7234-2273-4 |
| Titre du volume : Révolte                                          |                   |                   |                   |                   |
| 9                                                                  | 9 novembre 1990   | 4-08-871831-3     | 25 janvier 1998   | 978-2-7234-2274-1 |
| Titre du volume : La terrible tempête                              |                   |                   |                   |                   |
| 10                                                                 | 10 juillet 1991   | 4-08-871832-1     | 25 mars 1998      | 978-2-7234-2275-8 |
| Titre du volume : Aux frontières de la magie                       |                   |                   |                   |                   |
| 11                                                                 | 10 février 1992   | 4-08-871833-X     | 22 mai 1998       | 978-2-7234-2643-5 |
| Titre du volume : Une bataille sacrée                              |                   |                   |                   |                   |
| 12                                                                 | 3 juillet 1992    | 4-08-871834-8     | 12 juillet 1998   | 978-2-7234-2650-3 |
| Titre du volume : Le rassemblement                                 |                   |                   |                   |                   |
| 13                                                                 | 4 mars 1993       | 4-08-871835-6     | 26 septembre 1998 | 978-2-7234-2663-3 |
| Titre du volume : Le cortège funèbre                               |                   |                   |                   |                   |
| 14                                                                 | 4 octobre 1993    | 4-08-871836-4     | 26 novembre 1998  | 978-2-7234-2681-7 |
| Titre du volume : L'avènement                                      |                   |                   |                   |                   |
| 15                                                                 | 3 juin 1994       | 4-08-871837-2     | 22 janvier 1999   | 978-2-7234-2705-0 |
| Titre du volume : L'ange déchu                                     |                   |                   |                   |                   |
| 16                                                                 | 3 mars 1995       | 4-08-871838-0     | 20 mars 1999      | 978-2-7234-2706-7 |
| Titre du volume : Extrême limite                                   |                   |                   |                   |                   |
| 17                                                                 | 10 mai 1996       | 4-08-872241-8     | 20 juin 1999      | 978-2-7234-2795-1 |
| Titre du volume : Le cri                                           |                   |                   |                   |                   |
| 18                                                                 | 1er novembre 1996 | 4-08-872242-6     | 23 septembre 1999 | 978-2-7234-2869-9 |
| Titre du volume : Le fragment                                      |                   |                   |                   |                   |
| 19                                                                 | 4 mars 1998       | 4-08-872243-4     | 21 janvier 2000   | 978-2-7234-2924-5 |
| Titre du volume : Les Lois Immorales : Première partie             |                   |                   |                   |                   |
| 20                                                                 | 3 décembre 1998   | 4-08-872651-0     | 26 mai 2000       | 978-2-7234-2944-3 |
| Titre du volume : Les Lois Immorales : Deuxième partie             |                   |                   |                   |                   |
| 21                                                                 | 3 septembre 1999  | 4-08-872759-2     | 14 septembre 2000 | 978-2-7234-3152-1 |
| Titre du volume : Les Lois Immorales : Troisième partie            |                   |                   |                   |                   |
| 22                                                                 | 4 juin 2001       | 4-08-873131-X     | 24 mars 2002      | 978-2-7234-3748-6 |
| Titre du volume : Les Lois Immorales : Quatrième partie            |                   |                   |                   |                   |
| 23                                                                 | 30 avril 2004     | 4-08-873563-3     | 23 janvier 2005   | 978-2-7234-5024-9 |
| Titre du volume : Les Lois Immorales : Cinquième partie            |                   |                   |                   |                   |
| 24                                                                 | 4 juillet 2006    | 4-08-873877-2     | 27 février 2008   | 978-2-7234-5877-1 |
| Titre du volume : Les défenseurs de la foi                         |                   |                   |                   |                   |
| 25                                                                 | 4 avril 2008      | 978-4-08-874492-6 | 1er juillet 2009  | 978-2-7234-7018-6 |
| Titre du volume : Le livre des lois immorales                      |                   |                   |                   |                   |
| 26                                                                 | 4 juin 2009       | 978-4-08-874672-2 | 29 juin 2011      | 978-2-7234-7875-5 |
| Titre du volume : Le livre des lois immorales : chapitre final     |                   |                   |                   |                   |
| 27                                                                 | 19 mars 2012      | 978-4-08-870171-4 | 17 juillet 2013   | 978-2-7234-9325-3 |
| Titre du volume : Le dieu de la destruction, le chiffre de la bête |                   |                   |                   |                   |

## Anime
En 1992, la série est adaptée en anime à travers une série de six OAV, qui paraissent successivement au Japon d'août 1992 à juin 1993, et reprennent essentiellement les premiers volumes du manga. C'est Kazuki Yao qui prête sa voix à Dark Schneider. Un DVD est sorti depuis regroupant tous les épisodes sur un même disque. Sortie aux États-Unis, la série reste cependant inédite en France.
Une nouvelle adaptation en anime réalisée par Liden Films a été annoncée pour 2022. La série est réalisée par Takaharu Ozaki, connu pour son travail sur Goblin Slayer, et sera disponible mondialement sur Netflix. Les treize premiers épisodes de la série sortiront le 30 juin 2022 et les onze suivants sortiront le 31 juillet 2023.

### Liste des épisodes de la série d'OAV
| Épisode | Titre                         | Date de 1re diffusion |
| ------- | ----------------------------- | --------------------- |
| 1       | The Explosive Wizard          | 25 août 1992          |
| 2       | Fire Elemental Efreet         | 25 octobre 1992       |
| 3       | Ninja Master Gara             | 10 décembre 1992      |
| 4       | The Immortal King Di-Amon     | 25 février 1993       |
| 5       | Thunder Empress Arshes Nei    | 25 avril 1993         |
| 6       | The Revival of Dark Schneider | 25 juin 1993          |

## Produits dérivés

### Publications
Depuis 2000, une nouvelle édition possédant des dessins retravaillés est publiée au Japon. Neuf tomes sont sortis en décembre 2009.
Un data Book nommé Bastard!! Data Book est sorti le 30 avril 2004 au Japon et le 8 novembre 2006 en France.
Un roman nommé Bastard !! -ankoku no hakaishin- Ninja Master Gara Gaiden (BASTARD！！　－暗黒の破壊神－ NINJA　MASTER　ガラ外伝) est sorti le 19 mars 2012 au Japon.

### Jeux vidéo
Bastard!! Ankoku no Hakaishin sort le 28 janvier 1994 sur Super Famicom
Bastard!! Utsuro Naru Kamigami no Utsuwa sort en 1996 sur PlayStation.
Lors de la sortie du 23e volume, l'auteur annonce le développement d'un MMOG basé sur Bastard!!, mais le projet est annulé en décembre 2009,.